# Polypodium fulgens
Polypodium fulgens là một loài dương xỉ trong họ Polypodiaceae. Loài này được Hieron. mô tả khoa học đầu tiên năm 1909.